# Marie Kartsch
Marie Kartsch, verheiratete Hekimian (* 19. Juli 1847 in Salzburg; † 7. Oktober 1937 ebenda), war eine österreichische Blumenmalerin und Autorin.

## Leben
Marie Kartsch war eine Tochter des Mundartdichters Josef Kartsch (1811–1853), Enkelin des Dekorations- und Landschaftsmalers J(oseph?) Kübler sowie Cousine von Conrad von Hötzendorf. Ihr Vater stammte aus Wien, wo er als Buchbindermeister tätig gewesen war, und ging dann nach Salzburg. Dort arbeitete er ab 1847, dem Geburtsjahr von Marie Kartsch, für den Bücherrevisionsdienst und übernahm 1850 die Verwaltung der k. k. Studienanstalt.
Nach dem frühen Tod ihres Vaters zog Marie Kartsch mit ihrer Mutter und drei Geschwistern zu Verwandten nach Wien. Dort erhielt sie ihre künstlerische Ausbildung bei dem Maler Friedrich Schilcher.
1865 heiratete sie Paul Hekimian, einen aus Konstantinopel stammenden Großhandelsleiter, der an der Wiener K.k. Akademie für Orientalische Sprachen türkische Konversation unterrichtete. Vier Jahre später trennte sie sich von ihm aufgrund seiner Spielsucht und zog zu ihrer Mutter nach Kindberg in der Steiermark. Dort wurde sie von Jakob Eduard Schmölzer gefördert, zu dessen Kompositionen sie Texte in Mundart schrieb. Mit dem Schriftsteller Peter Rosegger, den sie um 1875 porträtierte, verband sie eine Freundschaft.
Unterstützt durch ein österreichisches Staatsstipendium ging Kartsch 1874 nach Berlin. Dort studierte sie bei Theude Grönland die Blumenstilllebenmalerei. Danach war sie eine Zeitlang sehr aktiv als Malerin und Autorin von Gedichten, Erzählungen und Wanderberichten. Sie nahm an Ausstellungen in Wien, Graz und Salzburg teil. Dazu gehören unter anderem die Weltausstellung 1873, wo sie zwei in Öl gemalte Alpenblumenbilder zeigte, und Ausstellungen des Steiermärkischen Kunstvereins in Graz, dessen Mitglied sie war.
Kartsch wohnte rund 25 Jahre in Kindberg und war akzeptierter Teil des dortigen Kulturlebens. Sie litt jedoch unter psychischen Störungen wie Verfolgungswahn, welche nach dem Tod Schmölzers 1886 und dem ihrer Mutter 1891 zunahmen. 1894 kam sie für drei Monate in die „Landesirrenanstalt Feldhof“ bei Graz. Danach lebte sie bei ihrer Schwester in Wien. Sie war nicht mehr in der Lage zu malen und bekam jährliche Gnadengaben von Kaiser Franz Joseph I., dessen Ehefrau Kaiserin Elisabeth ihre Bilder gefielen. Ab 1916 war Marie Kartsch in der Landesheilanstalt für Geistes- und Gemütskranke in Salzburg untergebracht, wo sie 1937 im Alter von 90 Jahren starb.

## Werk

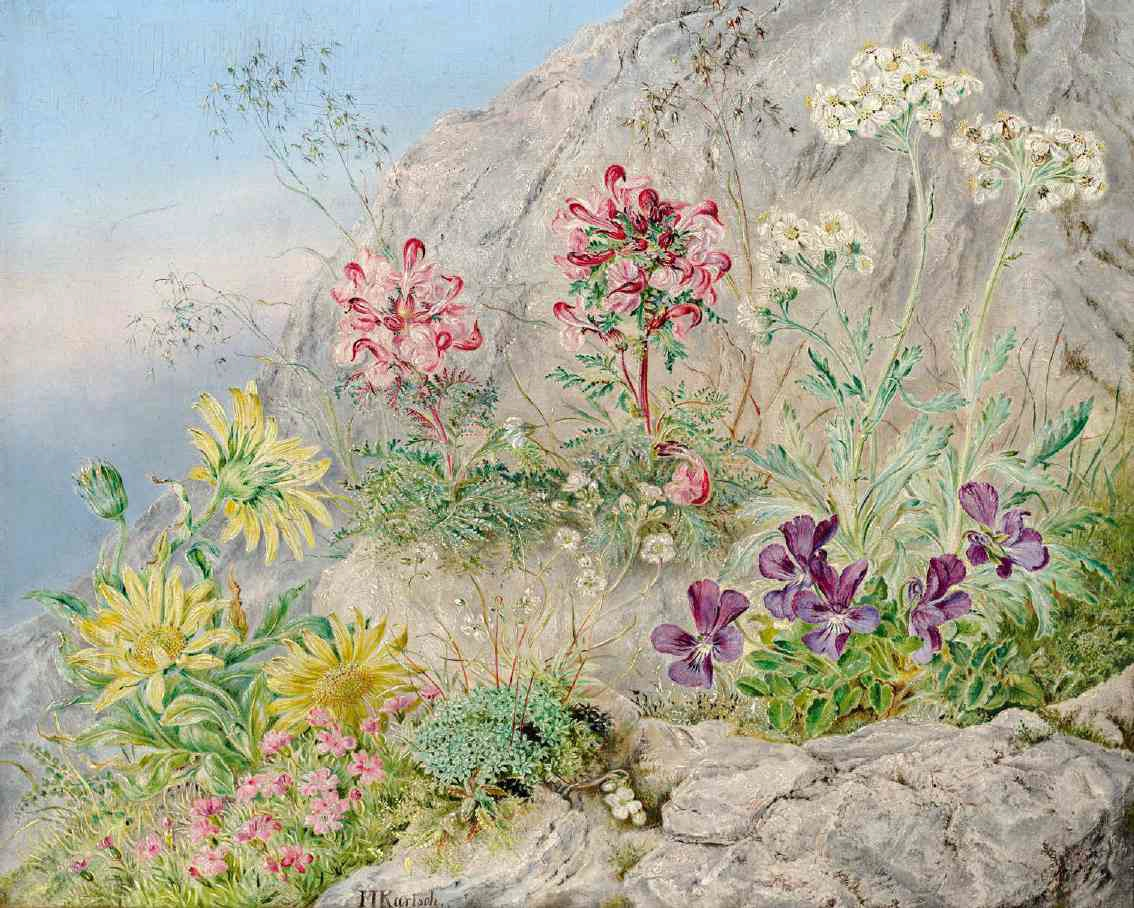
Alpenblumen von der Hohen Veitsch (ca. 1880)

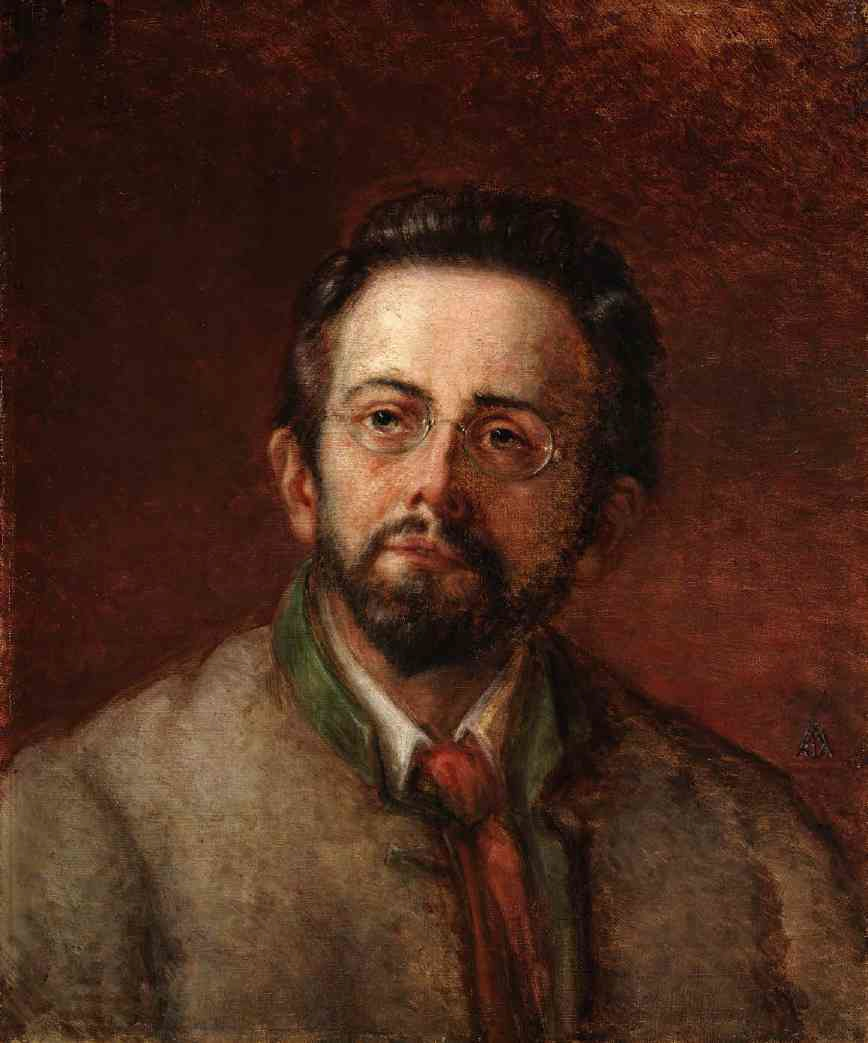
Porträt des jungen Peter Rosegger

Marie Kartsch malte vor allem Blumenstücke (insbesondere Alpenflora) in Öl und Aquarell. Ihre Werke zeigen ein Streben nach botanischer Richtigkeit, das sich in naturgetreuer Darstellung und mitunter Stilisierung ausdrückt. Dabei stellte sie die Pflanzen wahlweise als Arrangements vor neutralem Hintergrund dar oder in ihrer natürlichen Umgebung, häufig vor einer Landschaftsformation.
Neben der Malerei betätigte sich Kartsch auch als Autorin. Sie schrieb fiktionale Erzählungen und sowohl hochdeutsche als auch mundartliche Gedichte, von denen einige in Peter Roseggers volkstümlicher Monatsschrift Heimgarten erschienen. Sie steuerte die Texte zu einer Reihe von Jakob Eduard Schmölzers Kompositionen bei. Dazu zählt das Lied Almfrieden („Wann i auf d Alma geh, lass i die Sorg daham“), das unter anderem in Gustav Jungbauers Sammlung Volkslieder aus dem Böhmerwalde (Band 2, Prag 1939) aufgenommen wurde. Weiters verfasste Kartsch Berichte über Bergwanderungen, die sie in der Gegend um Rax und Hohe Veitsch unternahm, um die dortige Flora für ihre Bilder zu erkunden. Diese wurden in der Zeitschrift Wiener Tourist veröffentlicht.
Gemälde (Auswahl)
- Rosen, 1874 Ausstellung Österreichischer Kunst-Verein
- Porträt des jungen Peter Rosegger, ca. 1875, Öl auf Leinwand, 55 × 46 cm, Rosegger-Museum, Krieglach, auch abgebildet auf den Buchcovern der Rosegger Werke der Edition Strahalm
- Schneerosen, Öl, 1875 Ausstellung Österreichischer Kunst-Verein
- Rosa Alpina, Öl, 1878 Ausstellung Österreichischer Kunst-Verein
- Alpenblumen-Bouquet, Öl, 1878 Ausstellung Österreichischer Kunst-Verein
- Alpenblumen von der Hohen Veitsch, ca. 1880, Öl auf Karton, 26,1 × 31,5 cm, Neue Galerie Graz[4]
- Edelweiss und Alpenprimeln, Öl, 1885 Ausstellung Österreichischer Kunst-Verein[7]
- Porträt von Jakob Eduard Schmölzer (lebensgroß, in steiermärkischer Tracht), Kreide[8]

Liedtexte und Gedichte (Auswahl)
- Almfrieden (online)
- Was’n Steirer g’freut
- Jagaliad
- Abschied von der Alm
- Paar und Paar
- Im Thal und auf der Alm[9]
- Die Eiche und die Wasserrose
- Erica carnea (online)
- Was Leben – was Traum?

## Ausstellungen (Auswahl)
- 1870: Landwirtschafts- und Industrieausstellung, Graz
- 1871: Künstlerhaus Wien
- 1873: Weltausstellung, Wien
- 1874, 1875, 1878, 1879, 1881, 1885: Österreichischer Kunst-Verein, Wien
- 1876–78, 1880–82, 1893: Steiermärkischer Kunstverein, Graz
- 2020: Ladies first! Künstlerinnen in und aus der Steiermark 1850–1950, Neue Galerie Graz